# Orkla
Orkla – norweski koncern, działający głównie w Skandynawii, przede wszystkim w zakresie dóbr konsumpcyjnych, chemikaliów, a także na rynku finansowym (do lata roku 2006 także na mediowym). Przychody grupy Orkla wyniosły w 2004 roku 32 miliardy koron norweskich (ok. 4 mld EUR), a średnia stopa zwrotu za ostatnie 10 lat wynosi około 10,7%.
Nazwa koncernu wywodzi się od rzeki Orkla w środkowej Norwegii (okręg Sør-Trøndelag ze stolicą w Trondheim), nad którą w miejscowości Løkken Verk od połowy XVII wieku wydobywano piryty i rudy miedzi, i gdzie w XVIII, XIX i jeszcze w XX wieku rozwijano przemysł wydobywczy w ramach firmy, która dała początek obecnemu koncernowi. Ostatnią kopalnię w Løkken Verk zamknięto 10 lipca 1987.

## Orkla w Polsce

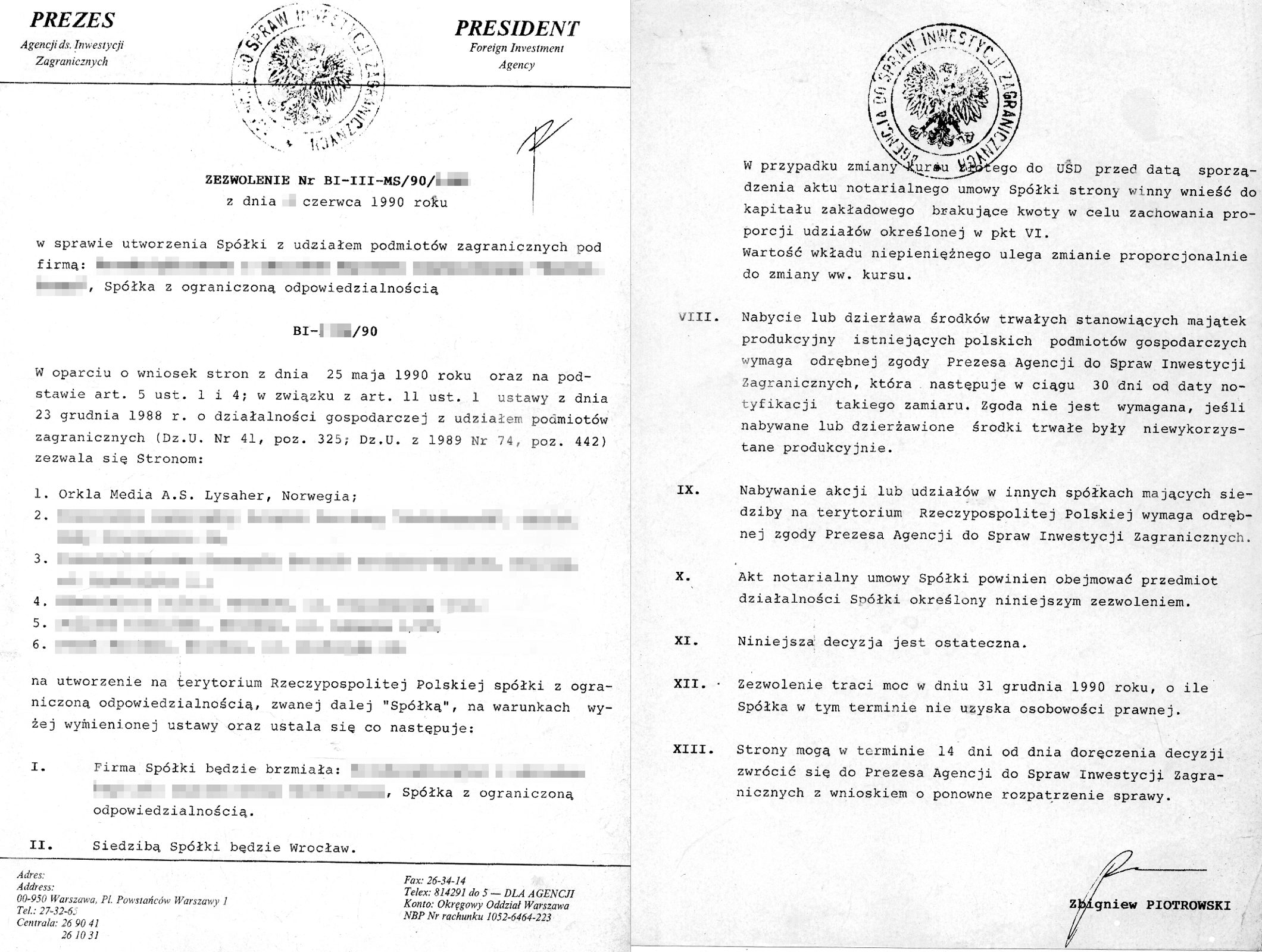
Zezwolenie Prezesa Agencji ds. Inwestycji Zagranicznych w Polsce udzielone spółce joint venture z udziałem Orkla Media

W Polsce Orkla znana jest przede wszystkim ze swej działalności na rynku prasowym. Jedna z jej spółek-córek, Orkla Media, już w roku 1990 zawarła we Wrocławiu umowę z dolnośląskim zarządem regionu NSZZ „Solidarność”, na mocy której utworzono tam w lipcu spółkę z o.o. Norpol-Press, której zadaniem było wydawanie gazety codziennej. Orkla wprowadziła do spółki aport w postaci używanej offsetowej maszyny drukarskiej (dotychczas pracującej dla dziennika Moss Avis w mieście Moss), „Solidarność” sfinansowała budowę drukarni i redakcji. Wydawany przez spółkę od września 1990 roku „Dziennik Dolnośląski” nie utrzymał się jednak na rynku i w następnym roku został zawieszony, a Orkla po dalszych paru latach odsprzedała swoje udziały w spółce prywatnym inwestorom. Równocześnie od początku 1991 Orkla kupowała udziały w różnych gazetach regionalnych – najpierw we wrocławskich („Słowo Polskie” i „Wieczór Wrocławia”), później w innych miastach (np. „Gazeta Lubuska” w Zielonej Górze, „Gazeta Pomorska” w Bydgoszczy, „Nowa Trybuna Opolska”, „Rzeczpospolita” i inne). W większości z tych gazet Orkla doprowadziła do wybudowania i uruchomienia lokalnych drukarni, nierzadko w oparciu o sprowadzone z Norwegii używane maszyny (np. dla „Dziennika Dolnośląskiego” – z miasta Moss, dla „Słowa Polskiego” – z Drammen). Inwestycje w Polsce Orkla prowadziła w ramach różnych organizacji gospodarczych (Orkla Media, Orkla Media Newspapers, Orkla Media Poland, Orkla Press Polska itp.), wielokrotnie zmieniając również taktykę przejmowania udziałów (z mniejszościowych w początkowych latach, do przejmowania aż do 100% udziałów później). Najgłośniejszą inwestycją stało się wykupienie 51% udziałów spółki Presspublica wydającej wpływowy dziennik „Rzeczpospolita”. Niektóre z przedsięwzięć Orkli w Polsce odbywały się na granicy prawa, lub nawet być może z naruszeniem niektórych zasad i przepisów, stąd kilka sporów sądowych, w które firma była uwikłana.
W 1997 roku swą polską siedzibę przeniosła z Wrocławia do Warszawy, wkrótce potem sprzedała niektóre zakupione tytuły (m.in. „Słowo Polskie”, „Wieczór Wrocławia”, „Filipinkę”). Podobnie stało się ze znanym tygodnikiem krakowskim „Przekrój”. W późniejszym czasie spółka swoje zainteresowania skierowała na wschód, gdzie w Kownie na Litwie stała się właścicielem 100% w dzienniku „Kauno diena” a we Lwowie 50% w ukraińskiej gazecie Wysokyj Zamok.
W październiku 2006 roku Mecom Group przejął spółkę Orkla Media, w tym grupę prasową Orkla Press. W grudniu 2006 Orkla Press Polska, jako nowa część koncernu prasowego Mecom Europe zmieniła nazwę na Media Regionalne. 1 października 2013 roku Media Regionalne zostały kupione przez Grupę Wydawniczą Polskapresse.

## Tytuły prasowe należące do lipca 2006 do Grupy Orkla

### w Polsce
| - Gazeta Pomorska - Głos Pomorza - Głos Szczeciński - Kurier Poranny - Dziennik Wschodni - Echo Dnia - Gazeta Lubuska - Nowa Trybuna Opolska - Nowiny - Gazeta Współczesna - Głos Koszaliński/Słupski - Słowo Ludu - Tygodnik Ostrołęcki - Rzeczpospolita - MM Moje Miasto |

### na Litwie i Ukrainie
- Kauno diena
- Wysokyj Zamok
- Industrialnoje Zaporoże

### w Norwegii
| - Drammens Tidende - Driva - Eiker Avis - Fjordenes Tidende - Fjordingen - Fredriksstad Blad - Gjengangeren - Gudbrandsdølen Dagningen - Hamar Dagblad - Haugesunds Avis - Indre Østfold Avis - Kanalen - Kragerø Blad Vestmar - Lierposten - Lokalavisen Groruddalen - Laagendalsposten - Moss Avis - Nordre Aker Budstikke - Nordstrands Blad - Ringsaker Blad - Romsdals Budstikke - Røyken og Hurums Avis - Sandefjords Blad - Sande Avis - SarpsborgAvisa - Sunnmøringen - Sunnmørsposten - Svelviksposten - Telen - Tønsbergs Blad - Ullern Avis/Akersposten - Varden - Vestkanten - Vikebladet Vestposten - Østkantavisa - Østlandets Blad - Østlendingen - Åndalsnes Avis |